# Ewa Cieszyńska
Ewa Cieszyńska, (Chortkov, Ucrania, 5 de enero de 1923-Breslavia, 15 de junio de 1972)  de la casa Kazimirowska, fue una arquitecta polaca.

## Primeros años
En 1928, se trasladó de Chortkiv a la ciudad de Lviv. Durante la Segunda Guerra Mundial asistía a cursos clandestinos (escuela de educación); en julio de 1944, consiguió el diploma de la escuela secundaria. Cieszyńska estudió en la Facultad de Ingeniería Mecánica del Instituto Politécnico de Leópolis, pero pronto cambió a la rama de arquitectura en la Facultad de Ingeniería Civil.
Después de la deportación de Lviv, continuó sus estudios en la Academia de Minería y Metalurgia de Cracovia, que pertenecía a la asociación Bratnia Pomoc (Ayuda Fraternal, fundada en el siglo XIX), dedicada a la ayuda de estudiantes de ciencias aplicadas mediante asistencia social, préstamos y donaciones, restaurantes baratos y otras actividades, hasta su disolución en 1947. Desde el cuarto año de estudios Cieszyńska fue ayudante en el Departamento de historia de la arquitectura universal dirigido por el profesor Adam Mściwujewski.

## Trayectoria
En 1949 se trasladó con su marido a Breslavia, donde ocupó una serie de responsabilidades relacionadas con su área de conocimiento. Fue asistente principal en el Departamento de diseño de edificios públicos. De 1951 a 1954 trabajó en paralelo en el "Miastoprojekt" (Proyecto Ciudad); también fue vicepresidenta durante tres períodos de la sección breslava de la Asociación de Arquitectos Polacos (SARP). Asimismo Cieszyńska ocupó la Presidencia del Círculo de Breslavia de Urbanistas de Polonia y realizaba la evaluación de la competencia. Además, presidió el Comité de Creación del Consejo Nacional de la ciudad de Breslavia, donde fue concejal de la ciudad y perteneció a la Comisión Municipal de Urbanismo y Arquitectura. 
Después de finalizar el "Miastoprojekt", Cieszyńska continuó trabajando en la Universidad Politécnica de Breslavia, donde desarrolló el concepto de paisajismo en los Parques Szczytnicki, Este y Oeste. Formó un grupo con Zenon Prętczyński y Roman Tunikowski en 1962, ganando el concurso para el acondicionamiento del centro de Opole, y en 1972, otro para el concepto de la construcción de Breslavia-Sur. En 1963 defendió su tesis doctoral, y en 1965 fue cofundadora del Departamento de Diseño Directrices Verdes. 
Durante los acontecimientos de marzo de 1968, se encontraba en el campus de la Universidad un miembro del grupo de los profesores educadores de los jóvenes que más protestaban de la Facultad. Como sanción se dio por terminado el contrato. Se llegó a un compromiso de poner fin a la sanción y se desestimó, y se reinició la relación de empleo en octubre de 1968. Sin embargo, Ewa Cieszyńska recibió el wilczy bilet (“billete del lobo”, una decisión administrativa que limitaba los derechos personales del ciudadano mediante prohibiciones de residencia, de estudiar o trabajar en determinadas actividades, obligación de trabajar en ciertas fábricas o escuelas o incluso la deportación). Únicamente a través de la intervención de los arquitectos de medio ambiente de junio de 1969 encontró empleo en la oficina municipal de proyectos de construcción.
Cieszyńska murió de cáncer en el cerebro, el 15 de junio de 1972. Descansa en el Cementerio de Grabiszyński.

## Premios y condecoraciones
- Cruz de Oro del Mérito;
- Placa del Constructor de Breslavia;
- Premio de Breslavia;
- Insignia de oro al mérito de la Baja Silesia.